# Thaumasius
Thaumasius — рід серпокрильцеподібних птахів родини колібрієвих (Trochilidae). Представники цього роду мешкають в Еквадорі і Перу. Раніше їх відносили до роду Андійський колібрі (Leucippus), однак за результатами молекулярно-філогенетичного дослідження 2014 року, яке показало поліфілітичність цього роду, вони були переведені до відновленого роду Thaumasius.

## Види
Виділяють два види:
- Колібрі еквадорський (Thaumasius baeri)
- Колібрі плямистогорлий (Thaumasius taczanowskii)

## Етимологія
Наукова назва роду Thaumasius походить від слова дав.-гр. θαυμασιος — чудовий, особливий.